# Siriusgnathus
Siriusgnathus is een geslacht van uitgestorven synapsiden behorend tot de familie Traversodontidae van de Cynodontia. Dit dier leefde in het Laat-Trias in het huidige Zuid-Amerika.

## Fossiele vondsten
De typesoort Siriusgnathus niemeyerorum werd in 2018 beschreven op basis van een fossiel dat werd gevonden in de Candelária-sequentie van de Rosário do Sul-groep in de Braziliaanse deelstaat Rio Grande do Sul.

## Kenmerken
Siriusgnathus is de laatst bekende Zuid-Amerikaanse traversodont. Het was een grote vorm uit de Gomphodontosuchinae. De schedel was tot 28 cm lang en Siriusgnathus had een een korte, brede snuit. Siriusgnathus was een herbivoor.